# Елисеев, Андрей Яковлевич
Андрей Яковлевич Елисеев (19 сентября 1909, с. Нижняя Рянза — 15 апреля 1967) — советский военный деятель, Герой Советского Союза. 

## Биография
В 1941 году добровольцем пошёл на фронт. Во времена Великой Отечественной войны был заместителем командира по политической части 3-го стрелкового батальона 836-го стрелкового полка 240-й стрелковой дивизии 50-го стрелкового корпуса 40-й армии 1-го Украинского фронта), полковник.
Принимал участие в боях на Юго-Западном, Брянском и Воронежском фронтах. Был дважды ранен в 1943 году. 
Указом Президиума Верховного Совета СССР «О присвоении звания Героя Советского Союза генералам, офицерскому, сержантскому и рядовому составу Красной Армии» от 10 января 1944 года за «образцовое выполнение боевых заданий командования на фронте борьбы с немецко-фашистскими захватчиками и проявленные при этом отвагу и геройство» был удостоен звания Героя Советского Союза с вручением ордена Ленина и медали «Золотая Звезда».
В 1945 году окончил Высшие военно-политические курсы и в 1952 году Высшую партийную школу при ЦК КПСС.
В 1960 года в звании полковника вышел в запас.
Проживал в городе Пушкино Московской области. Умер 15 апреля 1967 года.
Похоронен на Кавезинском кладбище Пушкинского района Московской области.

## Награды
- Медаль «Золотая Звезда» Героя Советского Союза.
- Орден Ленина (10.01.1944).
- Три ордена Красного Знамени (в том числе в 1943).
- Орден Отечественной войны 1-й степени.
- Орден Красной Звезды.